# Ermida de Nossa Senhora da Boa Hora

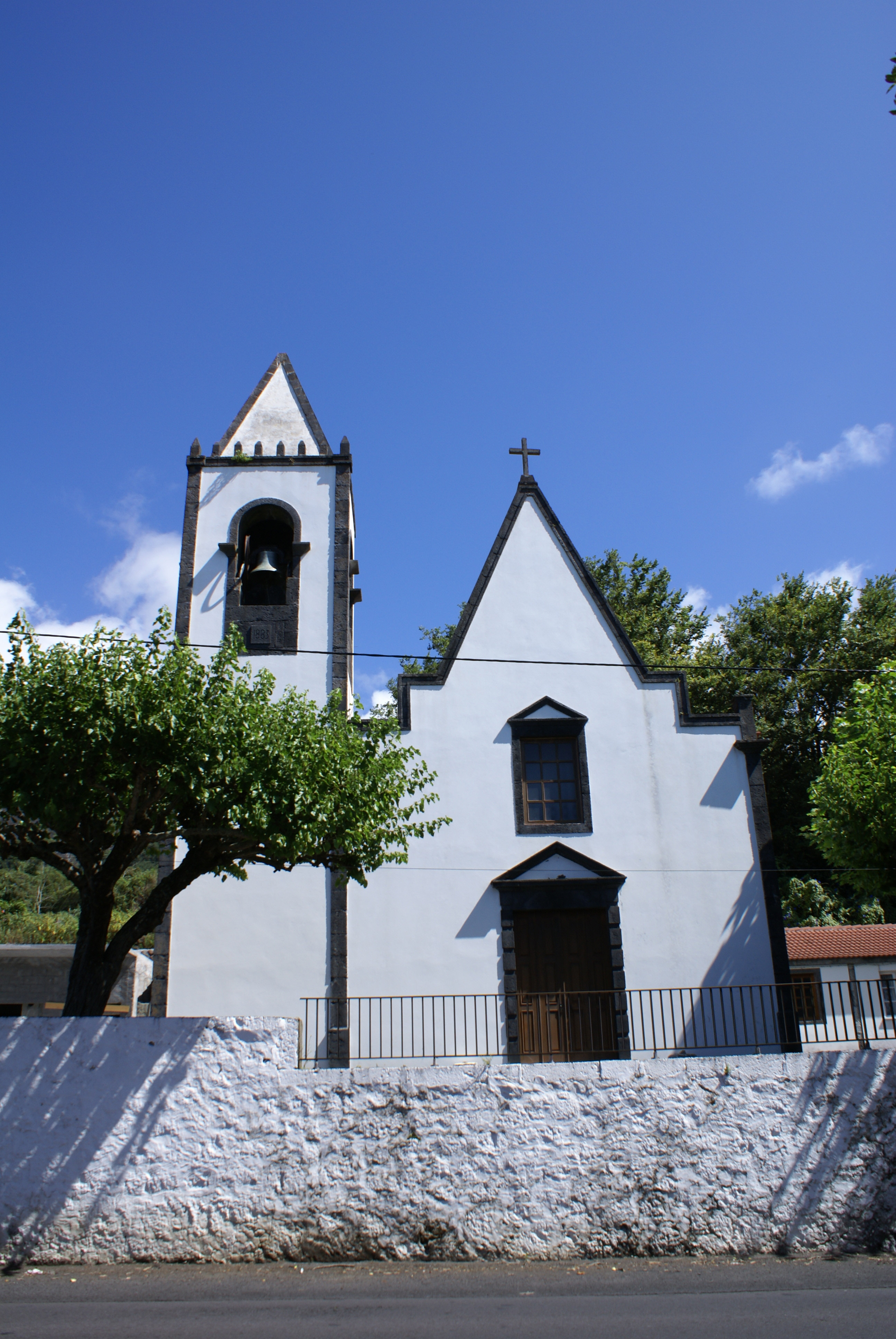
Ermida de Nossa Senhora da Boa Hora, Velas.

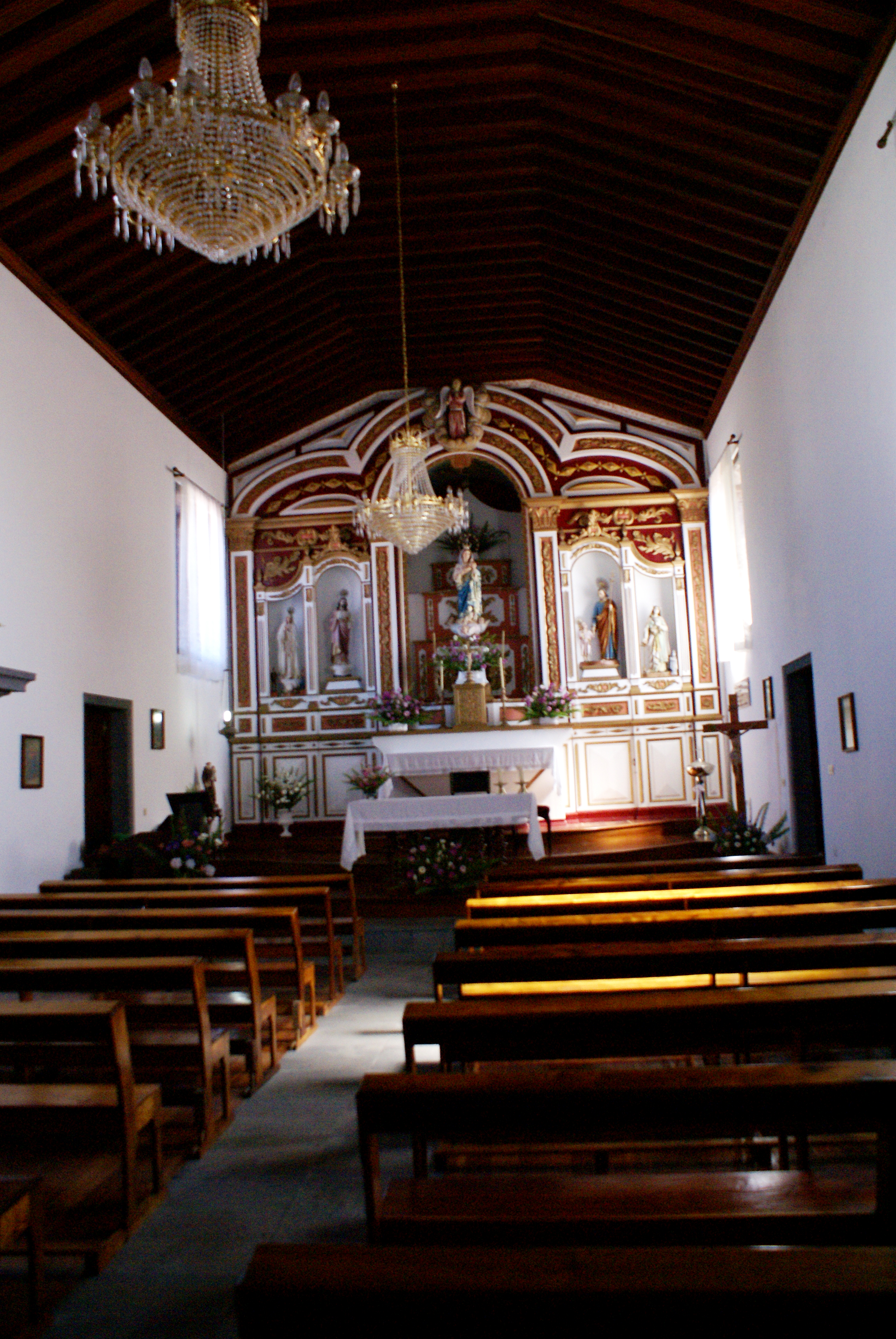
Ermida de Nossa Senhora da Boa Hora: interior.

A Ermida de Nossa Senhora da Boa Hora localiza-se na freguesia da Fajã de Santo Amaro, no concelho de Velas, na ilha de São Jorge, nos Açores.

## História
Foi principiada em 9 de junho de 1711, por iniciativa do então pároco Manuel Ferreira Madruga.
Arruinada pelo terramotos foi reconstruída em 1883, data em o sino da torre sineira foi oferecido por emigrantes da localidade.
Durante alguns anos esteve fechada ao público, uma vez mais à espera de obras de restauro, tendo sido reaberta ao culto no dia 19 de maio de 2003.

## Características
Apresenta-se como uma construção bastante ampla, tido sido utilizada para a sua edificação a pedra da primitiva Ermida de São Vicente Ferreira, que então se encontrava demolida.